# HotBasic
HotBasic — компилятор языка компьютерного программирования, синтаксисом похожий на Бейсик.

## Описание
Позволяет создавать консольные, графические, CGI-приложения, динамические библиотеки и объектные модули. Существуют версии для Windows и Linux. Скомпилированные в исполняемые файлы приложения получаются гораздо меньшего размера, чем у других компиляторов Бейсика.